# ابرفویل، استیرلینگ
ابرفویل (به انگلیسی: Aberfoyle) یک روستا در بریتانیا است که در استیرلینگ واقع شده‌است. ابرفویل ۸۳۰ نفر جمعیت دارد.